# Стромынский переулок
Стромы́нский переу́лок — переулок, расположенный в Восточном административном округе города Москвы на территории района Сокольники.

## История
Переулок получил своё название по примыканию к улице Стромынке, которая в свою очередь получила название по направлению к селу Стромынь.

## Расположение
Стромынский переулок проходит от улицы Стромынки на юг, с юго-запада к нему примыкает 2-я Боевская улица, затем переулок поворачивает на юго-восток и проходит до улицы Матросская Тишина.

## Примечательные здания и сооружения
По нечётной стороне:
По чётной стороне:

## Транспорт

### Автобус
- 78: от улицы Матросская Тишина до улицы Стромынки.

### Метро
- Станция метро «Сокольники» Сокольнической линии и «Сокольники» Большой кольцевой линии (соединены переходом) — западнее переулка, на Сокольнической площади.
- Станция метро «Преображенская площадь» Сокольнической линии — восточнее переулка, на Преображенской площади на пересечении Большой Черкизовской улицы с Краснобогатырской улицей и улицей Преображенский Вал.